# Deficiencia de la tiamina
La deficiencia de tiamina es una condición médica de bajos niveles de tiamina (vitamina B 1 ). Una forma que es grave y crónica se conoce como beriberi . Hay dos tipos principales que afectan los adultos: beriberi húmedo y beriberi seco. El beriberi húmedo afecta el sistema cardiovascular y provoca un ritmo cardíaco acelerado, dificultad para respirar e hinchazón de las piernas . El beriberi seco afecta el sistema nervioso y provoca entumecimiento de las manos y  pies, confusión, y también dificultad para mover las piernas . También puede ocurrir una forma con pérdida de apetito y estreñimiento . Otro tipo, el beriberi agudo, se encuentra principalmente en bebés y se presenta con pérdida de apetito, vómitos, acidosis láctica, cambios en la frecuencia cardíaca y abultamiento del corazón.
El tratamiento consiste en suplementos de tiamina, ya sea por vía oral o por inyección, como consecuencia los síntomas generalmente se resuelven en un par de semanas. La enfermedad puede prevenirse a nivel de la población mediante el enriquecimiento de los alimentos . La deficiencia de tiamina es infrecuente en los Estados Unidos, pero sigue siendo relativamente común en el África subsahariana . Se han visto brotes en campos de refugiados. La deficiencia de tiamina se ha descrito durante miles de años en Asia y se convirtió más común a fines del siglo XIX con el aumento del procesamiento del arroz.

## Formas históricas de presentación

### Beriberi húmedo
Afecta principalmente al corazón pudiendo ser fatal si no se trata a tiempo. Se caracteriza por fallos cardíacos y debilidad en las paredes de los capilares, lo cual causa edematización en los tejidos periféricos. Provoca además vasodilatación, taquicardia y disnea paroxística nocturna y de esfuerzo.

### Beriberi seco
Esta forma es consecuencia del daño neuronal y puede provocar parálisis parcial debido al daño de las fibras nerviosas así como insensibilidad. Se denomina también neuritis endémica pudiendo presentar: nistagmo, vómitos, pérdida del tono muscular, parestesias, dolor y confusión mental.

### Beriberi infantil
El beriberi infantil, por lo general, se presenta entre los dos y los seis meses de edad en niños con madres insuficientes de tiamina.  En la forma aguda, el bebé desarrolla disnea y cianosis y pronto fallece por paro cardíaco. 
Una variante clásica es la afonía: el niño hace movimientos para llorar, pero no emite sonido alguno o apenas quejidos tenues. Se torna delgado, presenta vómito y diarrea, y a medida que avanza la enfermedad se vuelve marásmico por carencia de energía y nutrientes. Ocasionalmente se observan edema y convulsiones en las etapas terminales.

### Beriberi gastrointestinal
Este beriberi gastrointestinal causa dolor abdominal, y se caracteriza por:
- Dolor abdominal.
- Náuseas.
- Vómitos.
- Acidosis láctica.[18][19]

## Factores de riesgo
Los factores de riesgo incluyen una dieta principalmente de arroz blanco, así como alcoholismo, diálisis, diarrea crónica y altas dosis de diuréticos . En ocasiones infrecuente , puede deberse a una condición genética que provoca dificultades para absorber la tiamina que se encuentra en los alimentos. La encefalopatía de Wernicke y el síndrome de Korsakoff son formas de beriberi seco.

## Diagnóstico
El diagnóstico se basa en los síntomas, los niveles bajos de tiamina en la orina, y el lactato sanguíneo alto.

## Tratamiento

Sulbutiamine

El tratamiento básico para esta enfermedad carencial es el clorhidrato de tiamina, inicialmente de manera parenteral (en adultos de 100 mg o 200 mg diarios) hasta que llegue la mejoría y luego por vía oral en 2 o 3 dosis diarias entéricas. Como recurso oral, también puede utilizarse sulbutiamina (Arcalion, Surmenolit y Megastene). El comienzo de la recuperación del paciente puede ocurrir a las horas de iniciado el tratamiento. Es preciso suministrar además otras vitaminas hidrosolubles así como minerales. En casos de emergencia en donde no existe disponibilidad de concentrados vitamínicos, se puede iniciar una dieta rica en tiamina y otras del complejo B (pan de grano integral, huevos, hígado, etc.) lo que conducirá a una recuperación mucho más lenta que el tratamiento farmacológico. Se buscará mejorar la dieta del paciente en calidad, variedad y cantidad siempre que corresponda.El tratamiento con tiamina debe ser previo a cualquier aporte de glucosa para evitar gravísimas consecuencias. El suministro de tiamina es crucial por su propia importancia y porque el organismo sólo mantiene reservas de apenas hasta por 18 días, con el resultado que sea la primera carencia en padecerse. Los síntomas iniciales retrocederán simplemente con B1.

## Frecuencia
El beriberi es una enfermedad nutricional recurrente, en los centros de detención, incluso en este siglo XXI. Entre 1999 a 2005, brotes de beriberi se produjeron en centro de detención de Taiwán. Las altas tasas de enfermedad y muerte, en cárceles superpobladas de Haití, se estudiaron en 2007,  por la práctica tradicional, negativa, de lavar el arroz antes de cocinarlo. En Costa de Marfil, entre grupos de presos con un duro castigo, el 64 % se vieron afectados por el beriberi. Antes de comenzar el tratamiento, los presos mostraron síntomas del beriberi seco o húmedo con signos neurológicos el 41 %; con signos cardiovasculares (dispnoea: 42 %, dolor torácico: 35 %), edemas de miembros inferiores (51 %). Con tratamiento, la tasa de curación era cercana de 97 %.